# Saint-Ferme
Saint-Ferme (okzitanisch Sent Fèrmer) ist eine französische Gemeinde mit 338 Einwohnern (Stand: 1. Januar 2022) im Département Gironde in der Region Nouvelle-Aquitaine. Sie gehört zum Arrondissement Langon und zum Kanton Le Réolais et Les Bastides. Die Einwohner werden Saint-Fermois genannt.

## Geographie
Saint-Ferme liegt etwa 51 Kilometer ostsüdöstlich von Bordeaux. Umgeben wird Saint-Ferme von den Nachbargemeinden Cazaugitat im Norden und Nordwesten, Auriolles im Norden, Pellegrue im Norden und Nordosten, Dieulivol im Osten und Südosten, Le Puy im Süden, Coutures im Süden und Südwesten sowie Rimons im Westen und Südwesten.
Hier entspringt das Flüsschen Ségur, das zum Dropt entwässert. Durch die Gemeinde führt die Via Lemovicensis, einer der vier historischen „Wege der Jakobspilger in Frankreich“.

## Bevölkerungsentwicklung
| 1962                       | 1968 | 1975 | 1982 | 1990 | 1999 | 2006 | 2017 |
| -------------------------- | ---- | ---- | ---- | ---- | ---- | ---- | ---- |
| 548                        | 505  | 404  | 382  | 369  | 338  | 353  | 349  |
| Quellen: cassini und INSEE |      |      |      |      |      |      |      |

## Sehenswürdigkeiten
- Kloster von Saint-Ferme, im 6. Jahrhundert erstmals nachgewiesen, Gründung als Benediktinerkloster 1080, spätere Befestigung, Monument historique seit 1990, mit Kirche

Siehe auch: Liste der Monuments historiques in Saint-Ferme

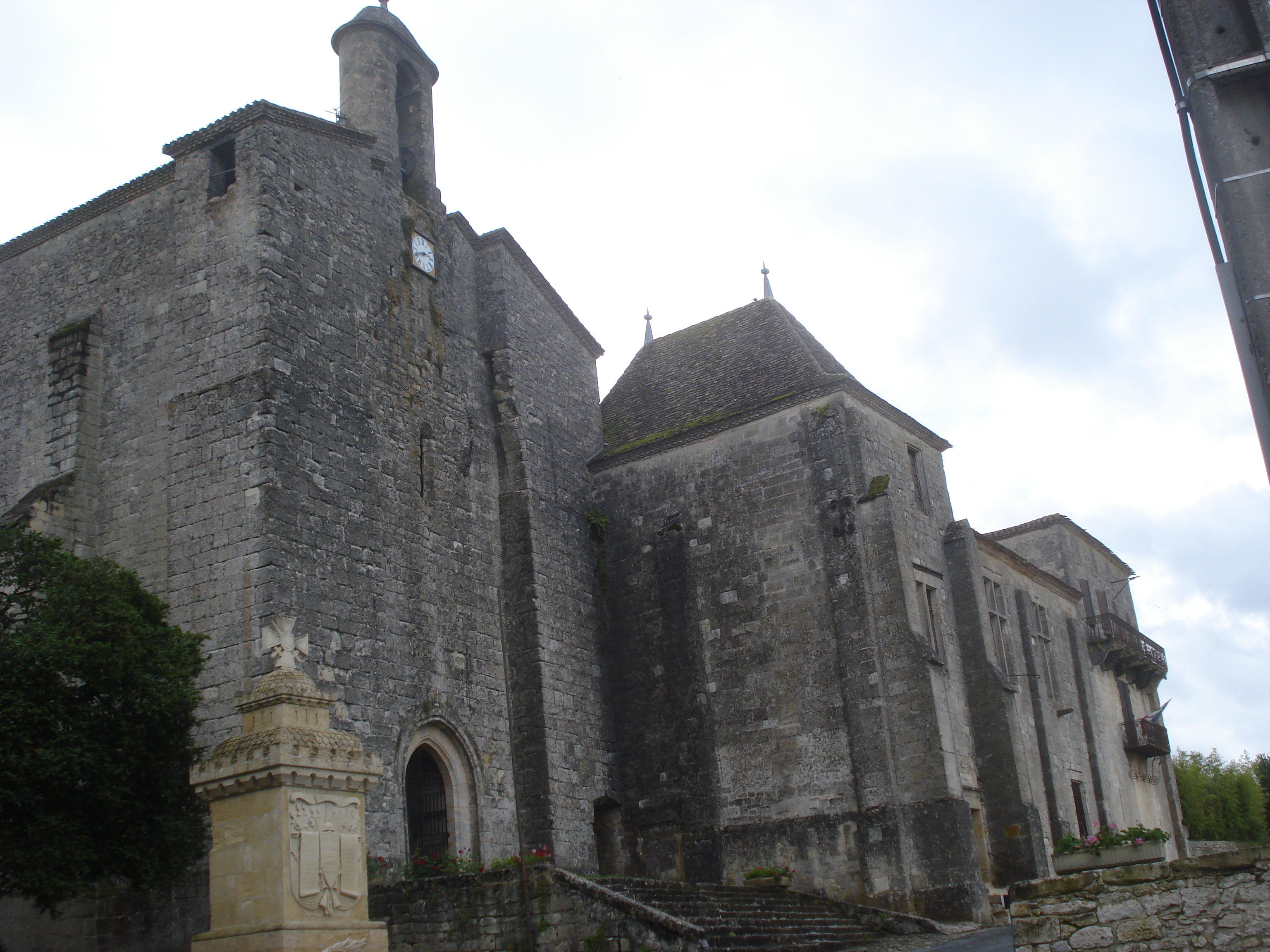
Klosterkirche
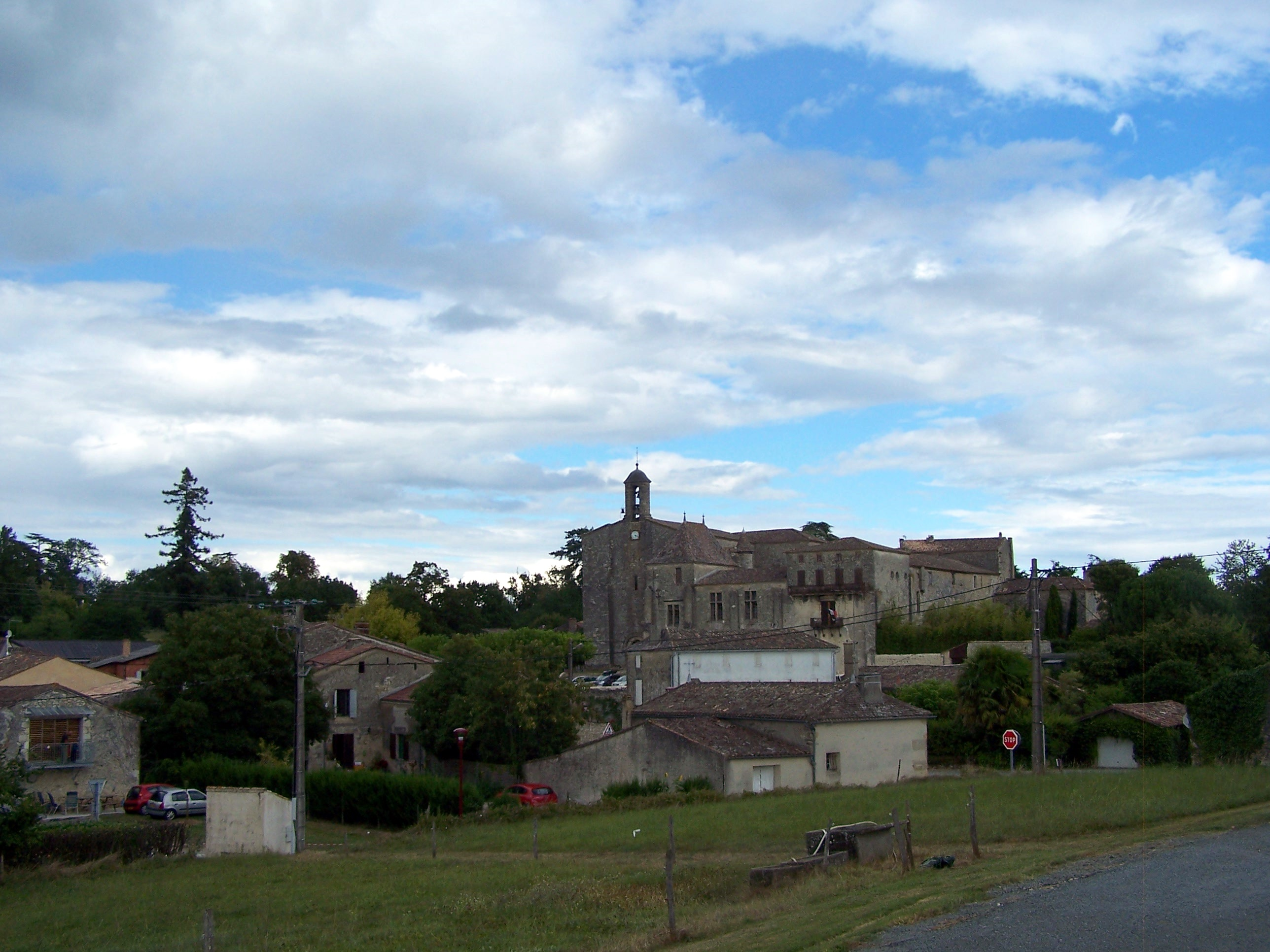
Blick auf den Ort